# Euophrys nepalica
Euophrys nepalica là một loài nhện trong họ Salticidae.
Loài này thuộc chi Euophrys. Euophrys nepalica được Marek Żabka miêu tả năm 1980.